# Philoscia longicaudata
Philoscia longicaudata är en kräftdjursart som beskrevs av Wahrberg1922. Philoscia longicaudata ingår i släktet Philoscia och familjen Philosciidae. Inga underarter finns listade i Catalogue of Life.